# Sizzano (vino)
Il Sizzano è un vino DOC la cui produzione è consentita nel comune omonimo in provincia di Novara.

## Caratteristiche organolettiche
- colore: rosso rubino con riflessi di granato.
- odore: vinoso, con caratteristico profumo di violetta, fine e gradevole.
- sapore: asciutto, sapido, armonico.

## Abbinamenti consigliati
capriolo con polenta

## Produzione
Provincia, stagione, volume in ettolitri
- Novara  (1990/91)  294,79
- Novara  (1991/92)  75,6
- Novara  (1992/93)  117,88
- Novara  (1993/94)  238,77
- Novara  (1994/95)  360,12
- Novara  (1995/96)  154,78
- Novara  (1996/97)  424,83